# Francisco Sarabia Tinoco
Francisco Sarabia Tinoco (Ciudad Lerdo, Durango, 3 de julio de 1900 - Washington D. C., Estados Unidos, 7 de junio de 1939), conocido como Francisco Sarabia, fue un pionero de la aviación comercial mexicana que rompió el récord de velocidad en el vuelo Ciudad de México - Nueva York, con un tiempo de 10 horas 43 minutos. Fue fundador y administrador de la empresa Transportes Aéreos de Chiapas, y estableció comunicación aérea con Tabasco, Chiapas, Yucatán y Quintana Roo.[cita requerida]

## Semblanza

### Orígenes familiares
Fue hijo de Santiago Sarabia, labrador de 42 años oriundo de Durango, y de María Tinoco, de 34 años de edad, quien había nacido en Zacatecas.

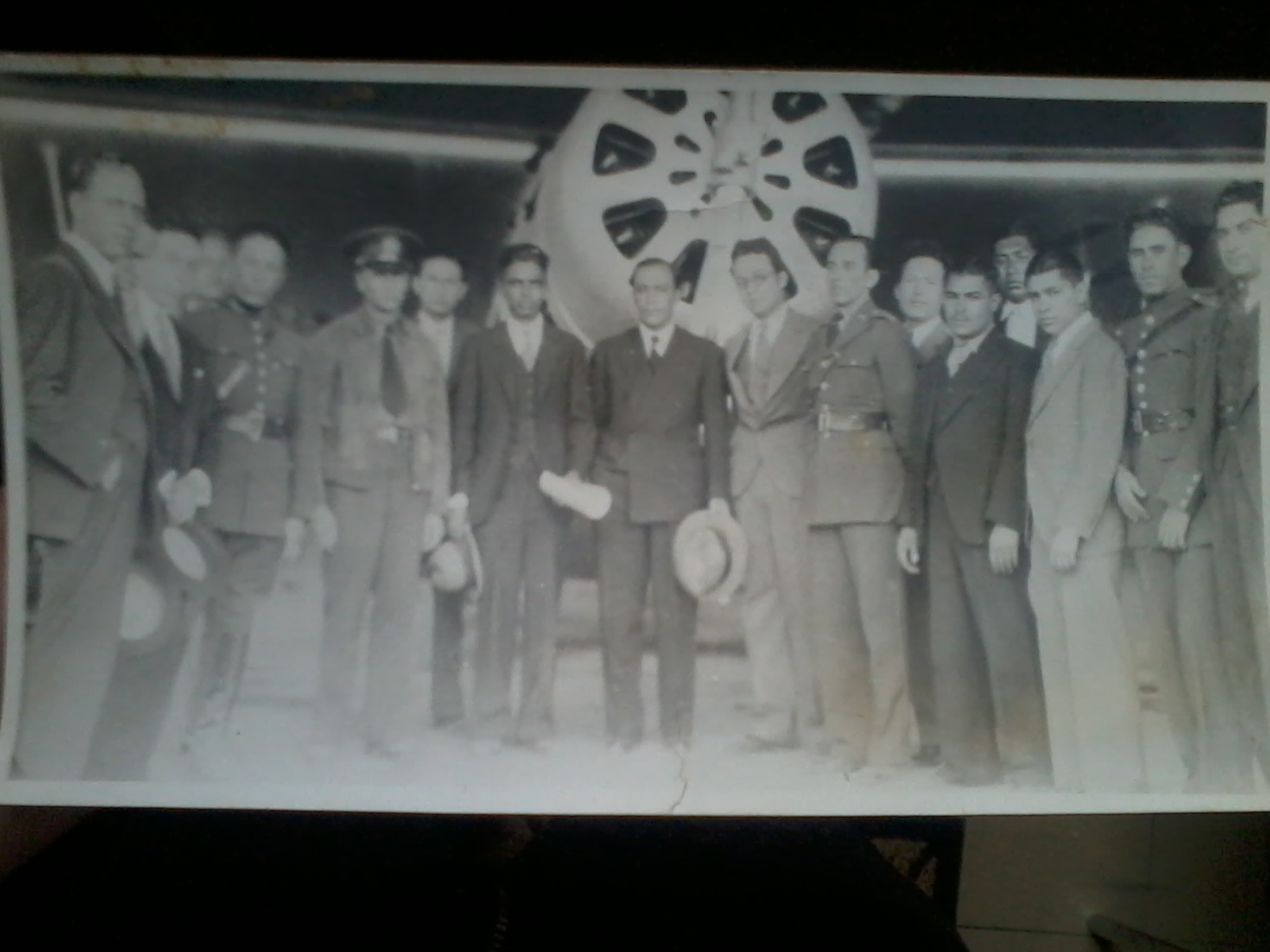
El rector de la Universidad Nacional Autónoma de México Manuel Gómez Morín y el piloto aviador Francisco Sarabia (16 de junio de 1934)

En 1933, los pilotos españoles Mariano Barberán y Joaquín Collar intentaron hacer una travesía desde Sevilla hasta la Ciudad de México en su sesquiplano, pero fallecieron en un accidente aéreo en la sierra oaxaqueña. Algunos pilotos mexicanos quisieron realizar la misma travesía desde la Ciudad de México hasta Sevilla, en memoria de los accidentados, con un avión modelo MTW-1, construido en México. El piloto escogido para la travesía fue Francisco Sarabia pero, después de dos vuelos de prueba sobre el Valle de México, en 1934, el vuelo se suspendió.[cita requerida]
Francisco Sarabia adquirió un avión Gee-Bee, al que bautizó como Conquistador del Cielo, hacia fines de 1938. Ese año, Sarabia superó todas las marcas de velocidad, al volar de Los Ángeles a la Ciudad de México. A principios de 1939, Sarabia logró la misma proeza en todas las rutas abiertas: Ciudad de México-Chetumal, Ciudad de México-Mérida y Ciudad de México-Ciudad de Guatemala.[cita requerida]

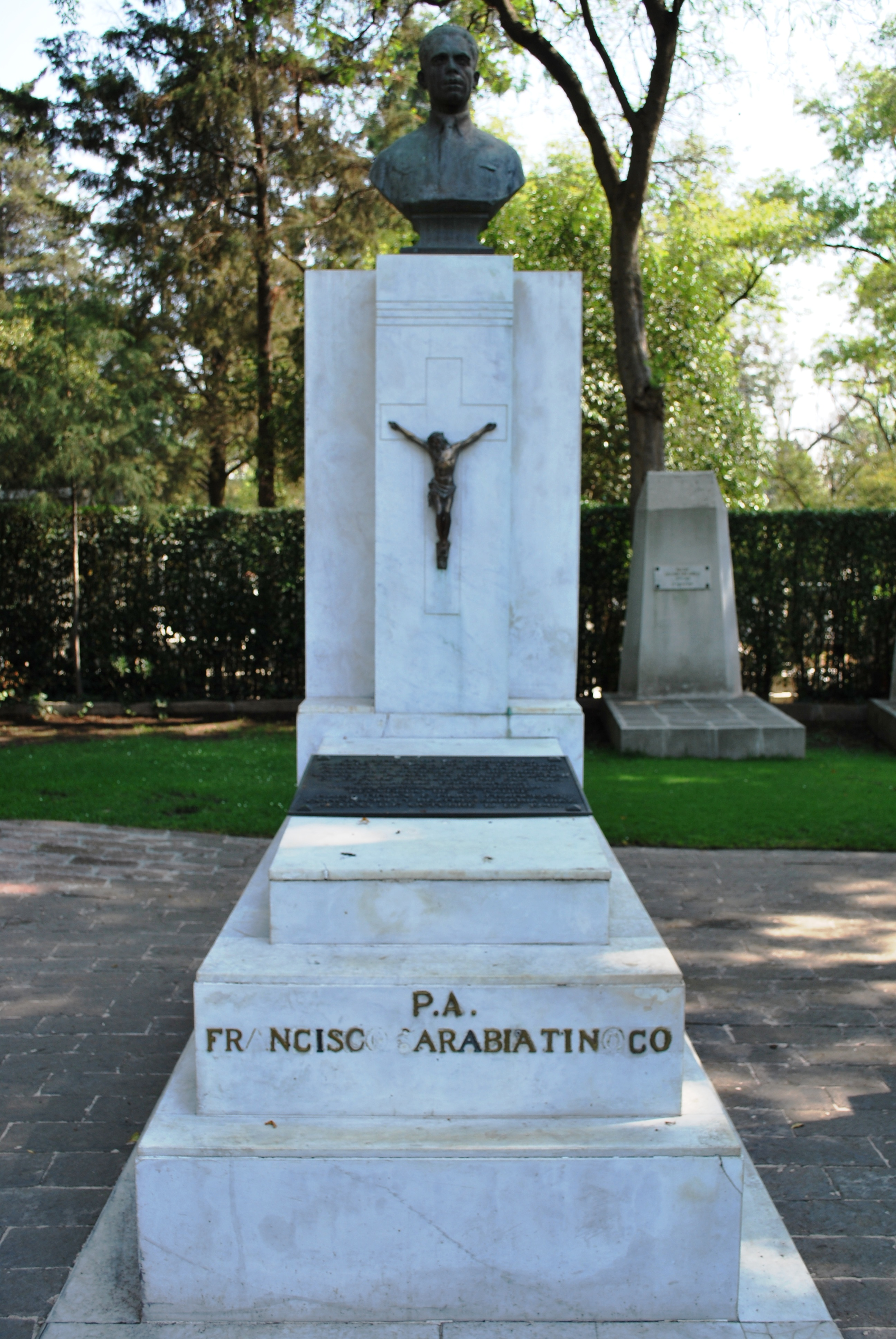
Sepulcro de Francisco Sarabia Tinoco en la Rotonda de las Personas Ilustres, en la Ciudad de México.

Después de estudiar en China y de trabajar en el servicio postal estadounidense, fundó en México una escuela para aviadores y mecánicos de aviación, de la que egresaron los ameritados Miguel Torruco Castellanos, César Reyes Estrada y José Antonio Saavedra.[cita requerida]
Participó en un concurso de velocidad organizado por la Federación Aeronáutica Internacional y la Asociación Nacional de Aeronáutica. El 24 de mayo de 1939, voló desde el campo de Balbuena, en la Ciudad de México, hasta el campo Floyd Bennett, en Nueva York. Sarabia rompió la marca de velocidad, pues hizo el recorrido en 10 horas 47 minutos.[cita requerida]

## Fallecimiento
Francisco Sarabia Tinoco falleció el miércoles, 7 de junio de 1939 en las aguas del río Potomac cuando su avión se desplomó unos minutos después de despegar de Washington D. C., de regreso a la Ciudad de México. Su cuerpo fue sepultado en la Rotonda de las Personas Ilustres, en esta última urbe. Después de él, no hubo más pioneros mexicanos que abrieran rutas de la aviación comercial.

## Homenajes y reconocimientos
En el poblado de Santa María Ozumbilla, en el municipio de Tecámac, Estado de México, existe la calle Francisco Sarabia en su honor.[cita requerida]
El Aeropuerto Internacional de Torreón (código ICAO MMTC, IATA TRC) lleva el nombre del pionero mexicano.[cita requerida]
Así también, el Aeropuerto Nacional Francisco Sarabia (código ICAO MMTG, IATA TGZ), ubicado en Terán, municipio de Tuxtla Gutiérrez, Chiapas.[cita requerida]
Lleva su nombre el Ejido de Francisco Sarabia (antes Corralillos), situado a 18.6 kilómetros de Tepeapulco, la capital del municipio, en dirección Sudeste, y a 15.8 de Ciudad Sahagún. Comisariado ejidal.[cita requerida]
En el municipio de Mapastepec, Chiapas, existe el Boulevard de la Avenida Central, que lleva su nombre, pues allí salvó vidas durante las inundaciones del municipio.[cita requerida]
En Tuxtla Chico, Chiapas, existen dos escuelas, primaria y secundaria, con su nombre.[cita requerida]
En el recinto de sesiones del Congreso del Estado de Durango, por decreto n.º 137, de fecha 30 de mayo de 1969, se inscribió su nombre como "homenaje permanente del pueblo y gobierno a tan notable duranguense".[cita requerida]
Con motivo del primer centenario de su natalicio, el gobierno de México emitió un sello postal conmemorativo.[cita requerida]
Hay una calle con su nombre en el municipio de Cuautepec, en el estado de Hidalgo, también conocida como 'El Molino'.[cita requerida]
El estadio de béisbol en Tlahualilo, Durango, también lleva su nombre.[cita requerida]
En Ciudad Lerdo, Durango, su tierra, lleva su nombre la calle que inicia en el parque Victoria, pasa por la plaza principal, la parroquia del Sagrado Corazón, la presidencia municipal y el mercado Donato Guerra, y ahonda hacia el sur de la ciudad.[cita requerida]
Existe un corrido en su honor interpretado por varios artistas mexicanos, así como una polca con su nombre, que es música típica de la región.[cita requerida]
En la localidad de Peto en el Estado de Yucatán, hay una colonia y escuela las cuales llevan su nombre derivado a que en esa zona fue utilizada por el piloto como pista de aterrizaje.
En la ciudad de Río Grande Zacatecas, existe un estadio y equipo de fútbol, que lleva su nombre en su honor.
En Ciudad Madero, Tamaulipas; una de las calles principales que comunica la zona conurbada, que inicia en Ejército Mexicano y termina en la Avenida Monterrey.
En Zacualtipán, Hidalgo la escuela oficial de aquel entonces, cambió su nombre a Francisco Sarabia en 1939, aunque sólo por breve tiempo ya que en 1948 esta escuela deja de ser utilizada y sus alumnos son trasladados al nuevo centro escolar General Felipe Ángeles.

## ElConquistador del Cielo

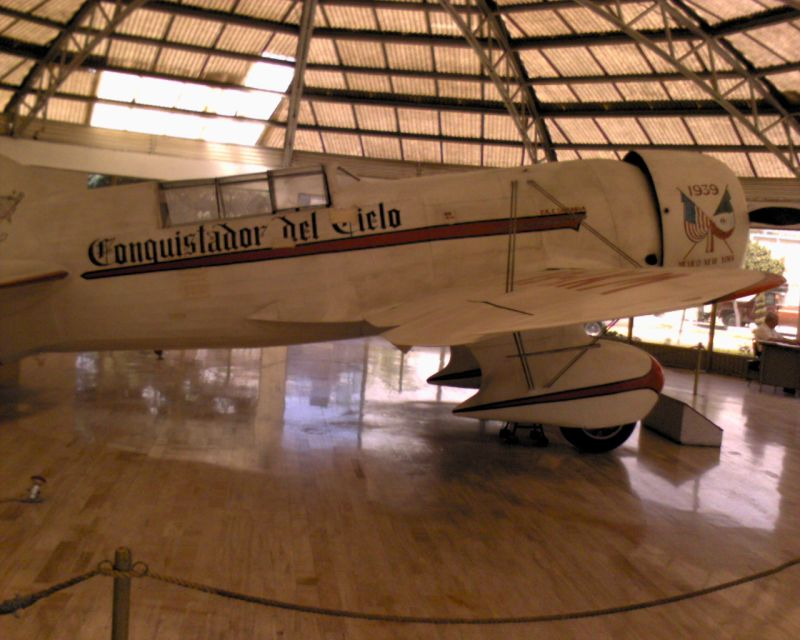
El Conquistador del Cielo

Hoy, el Conquistador del Cielo es el símbolo de Francisco Sarabia y una de las imágenes más representativas de Ciudad Lerdo. Después de su trágico accidente en el río Potomac, el avión se envió por barco a México y se guardó en un hangar en Mérida, Yucatán. En 1943, los restos del avión fueron enviados a Ciudad Lerdo, donde permanecieron hasta que en 1972, se tomó la decisión de rescatarlo del olvido. Después de restaurarlo por completo, fue colocado en un museo/monumento, a la entrada de la ciudad.[cita requerida]
El aeroplano R6H Q.E.D. es actualmente uno de los dos modelos GEE-BEE originales que sobreviven en el mundo, fabricado por la compañía Granville Brothers. El otro es un biplano modelo A, que se encuentra en el museo de Nueva Inglaterra.

## Museo y monumento
En la Ciudad Lerdo, existe un museo y un monumento en su memoria. 

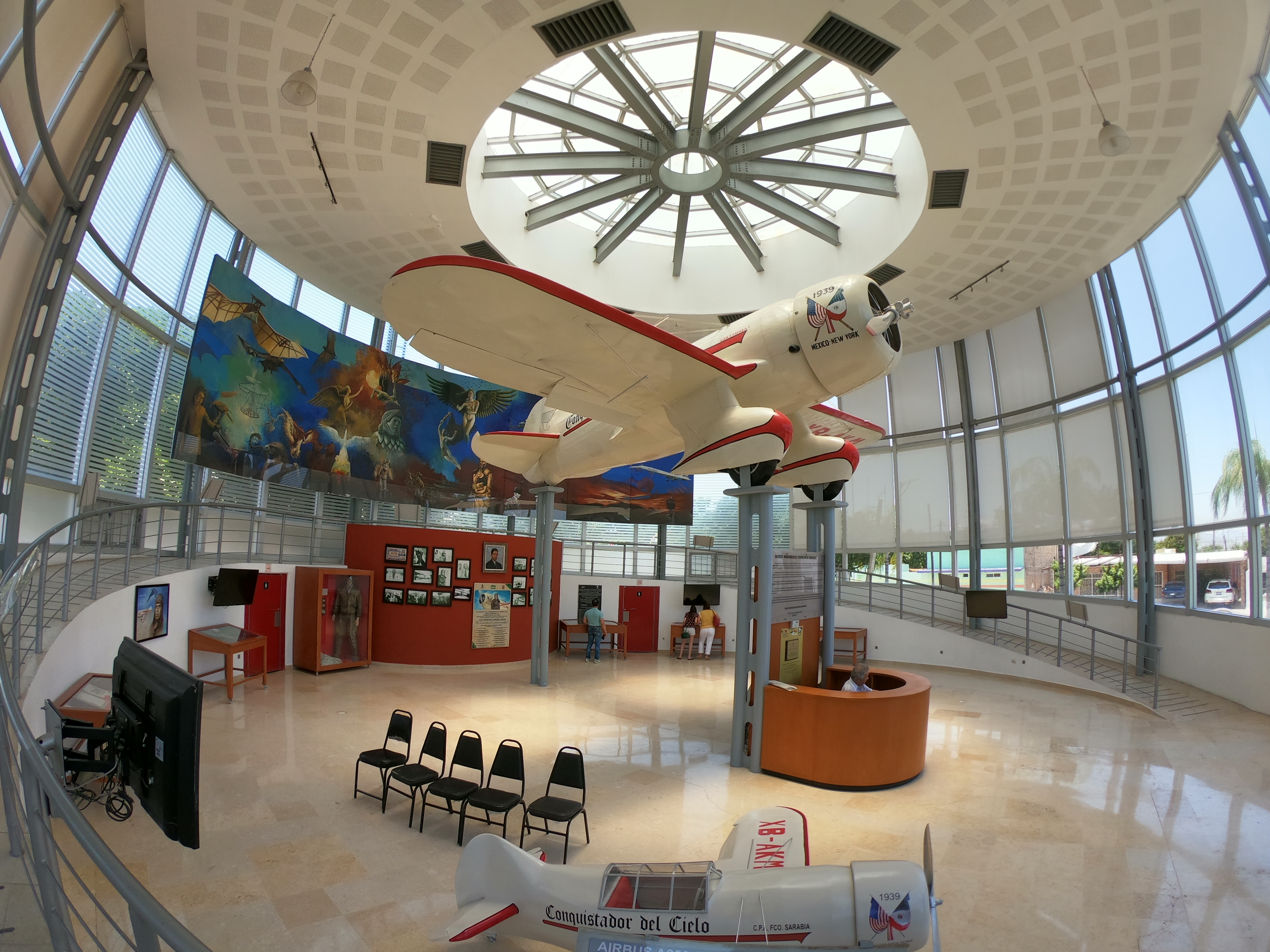
Museo "Francisco Sarabia" en la ciudad de Lerdo, Durango.

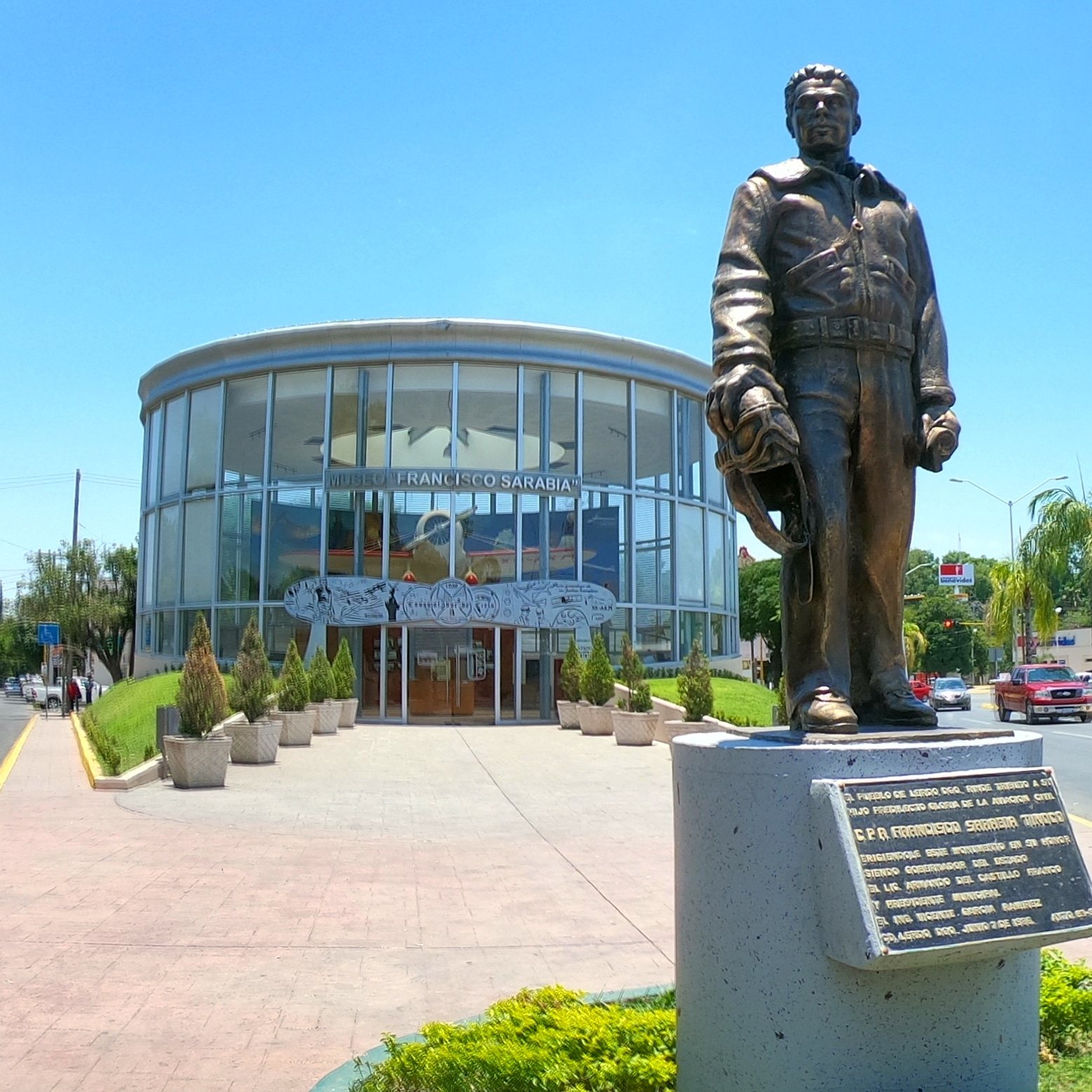
Estatua del piloto Francisco Sarabia a la entrada del museo.